# Борисович, Фёдор Константинович
Фёдор Константинович Борисо́вич (14 февраля 1891, Ситно, Витебская губерния, Российская империя — 10 августа 1971, Москва, СССР) — советский библиограф, основатель ветеринарной библиографии и специалист по истории отечественной ветеринарии и организатор ветеринарного дела в СССР.

## Биография
Родился 14 февраля 1891 года в с. Ситно Полоцкого уезда Витебской губернии. В 1911 году поступил в Харьковский ветеринарный институт, который он окончил в 1916 году. В 1918 году был призван в армию в качестве библиотекаря и проработал в военной библиотеке вплоть до 1932 года. После демобилизации занимал должность инспектора Главконупра Наркомзема СССР.
Скончался 10 августа 1971 года в Москве.

## Научные работы
Основные научные работы посвящены ветеринарной библиографии. Автор свыше 50 научных работ.